# Kongsberg (gemeente)
Kongsberg is een gemeente in de Noorse provincie Buskerud en telt 27.216 inwoners (2017).

## Plaatsen in de gemeente
- Hvittingfoss
- Skollenborg
- Kongsberg (plaats)
- Hillestad

Ål · Drammen · Flå · Flesberg · Gol · Hemsedal · Hol · Hole · Kongsberg · Krødsherad · Lier · Modum · Nesbyen · Nore og Uvdal · Øvre Eiker · Ringerike · Rollag · Sigdal

Voormalige gemeente: Hurum · Nedre Eiker · Røyken